# Ideorhipistena occipitalis
Ideorhipistena occipitalis là một loài bọ cánh cứng trong họ Mordellidae. Loài này được Franciscolo miêu tả khoa học năm 2000.